# John Benjamin Stone

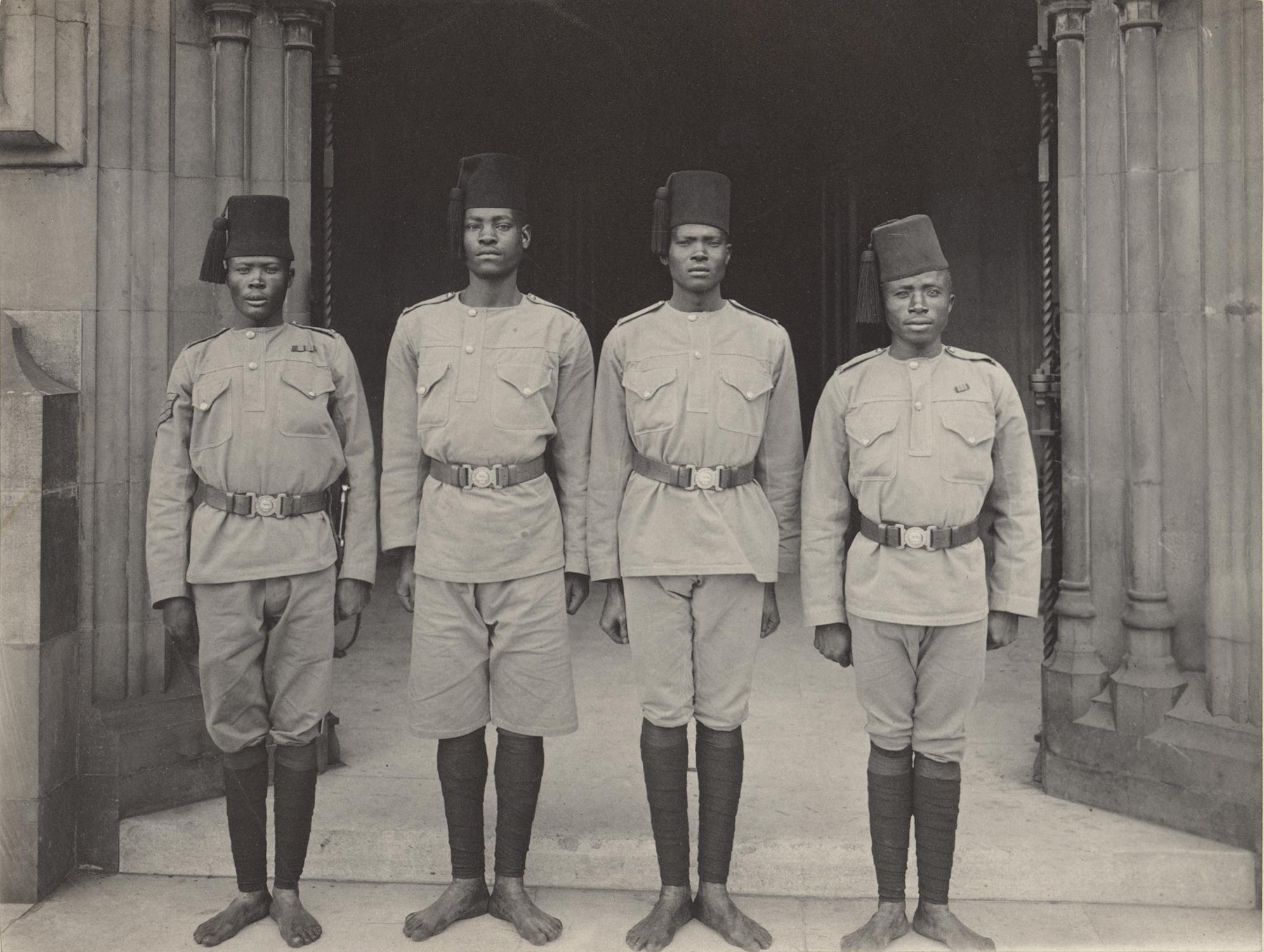
Čtyři vojáci skupiny King's African Rifles při korunovaci krále Eduarda VII., 1902

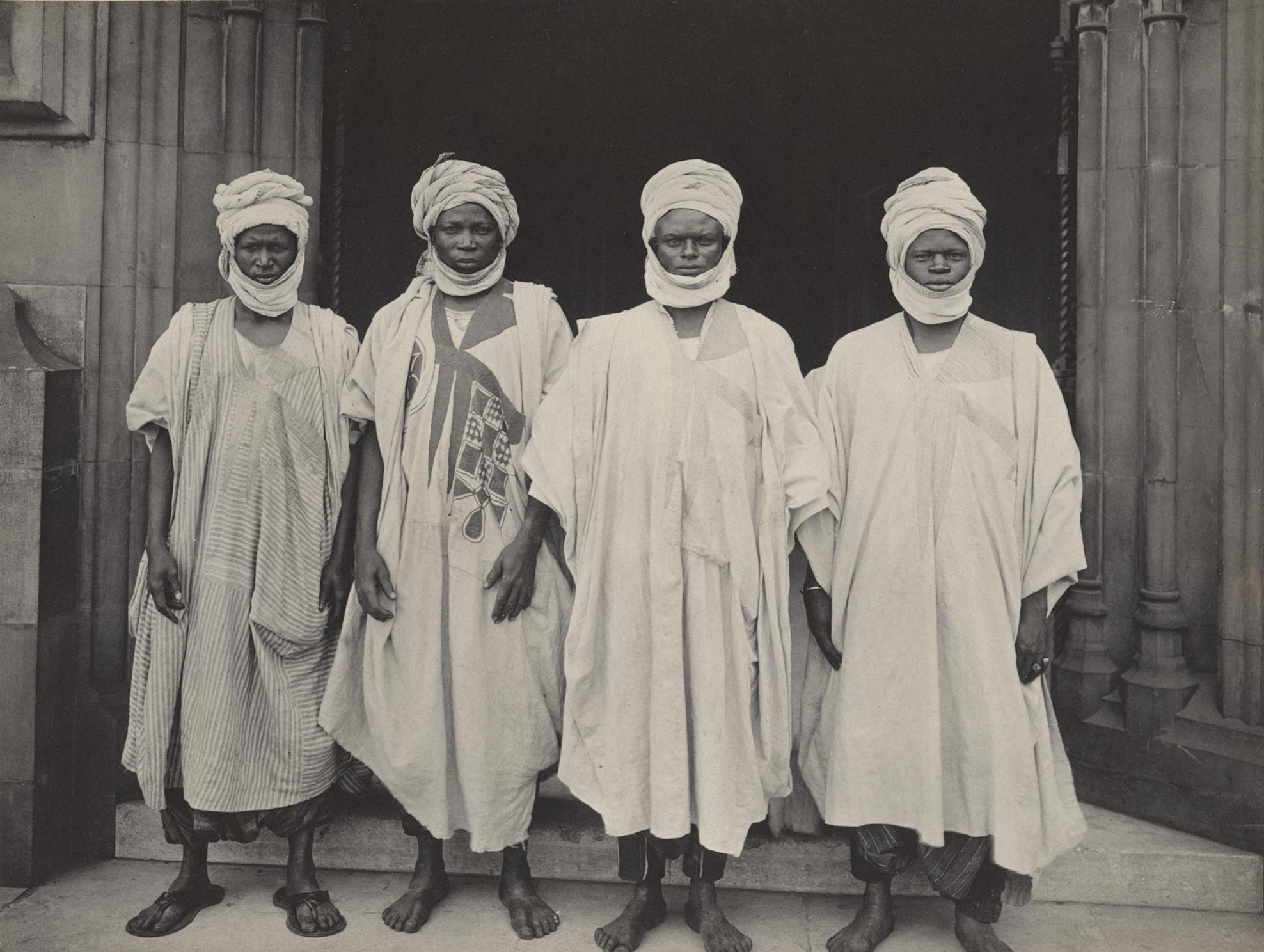
Čtyři vojáci z dělové lafety regimentu jižní Nigérie, 1902

Sir John Benjamin Stone (9. února 1838 – 2. července 1914), známý jako Benjamin, byl britský konzervativní politik a významný portrétní fotograf. Narodil se v Astonu v Birminghamu jako syn místního výrobce skla. Po smrti svého otce po něm zdárně převzal podnikání.

## Život a dílo
Byl místním konzervativním politikem, zakladatelem Birminghamského sdružení konzervativců a poslanec do britského parlamentu za oblast Birmingham východ v letech 1895 – 1909. Byl členem společnosti Sutton Coldfield po mnoho let a byl prvním starostou města v roce 1886, jenž zastával po dobu čtyř let. Na rytíře byl pasován v roce 1892 a byl také jmenován čestným občanem královského města Sutton Coldfield v roce 1902.
Byl také plodným amatérským fotografem, kvůli čemuž značně cestoval. K fotografii se dostal tak, že začal asi v roce 1868 sbírat snímky s dokumentárním sdělením. Když po dvaceti letech došel k názoru, že nemohl vždy pořídit přesně takové záběry, které chtěl, začal fotografii studovat a sám fotografovat. Nasnímal a zhotovil 26 000 fotografií a ze svých cest napsal knihy; cestoval do Španělska, Norska, Japonska a Brazílie. Mezi jeho publikovanými pracemi byly například Letní dovolená ve Španělsku (1873), Děti Norska (1882) a pohádky s názvem Cestovatel Joy(A Summer Holiday in Spain, Children of Norway, The Traveller's Joy). Pořídil neocenitelný záznam lidových zvyků a tradic na britských ostrovech, který ovlivnil pozdější fotografy, jako byl například Tony Ray-Jones.
Zcela mimořádných výsledků dosáhl v realistickém portrétu. V něm chtěl popsat určitý typ člověka; velmi pečlivě pro své snímky vybíral takové osobnosti, které dobře charakterizovaly svou společenskou třídu nebo povolání. Díky své politické činnosti začal portrétovat také přední politiky své doby. Vznikl celek více než 2000 záběrů vystihující charakter tehdejších poslanců. Fotografie jsou součástí National Portrait Gallery v Londýně a také knihovny britského parlamentu.
Sbírka Benjamin Stone Collection, kterou vlastní knihovna Birmingham Central Library obsahuje tisíce jeho fotografií. V roce 1897 založil asociaci National Photographic Record Association, kterou pak vedl jako její prezident. National Portrait Gallery v Londýně vlastní 62 z jeho portrétů a mnoho fotografií lidí a míst z města a okolí Westminsteru. Jeho kariéra fotografa vyvrcholila v roce 1911, kdy byl jmenován oficiálním fotografem korunovace krále Jiřího V.
Mezi jeho fotografiemi je i zatmění Slunce v Brazílii v roce 1890 a revoluce v Jižní Americe, ve kterém zabránil rebelům v palbě na Místodržitelský palác, dokud si nepořídil jejich fotografie se zbraněmi.
Ve svém životě se stal prezidentem Národní asociace fotografické a Birminghamské fotografické společnosti (National Photographic Record Association a Birmingham Photographic Society). Také byl smírčím soudcem, členem Společnosti starožitníků a členem Geological Society.
Stone zemřel ve svém domě v Grange v Erdingtonu dne 2. července 1914. Jeho manželka, které bylo necelých 50 let zemřela 5. července, tedy pouhé tři dny po jeho smrti. Byli pohřbeni společně v Sutton Coldfield 7. července 1914.